# Unifying Systems in Catalysis
Der Exzellenzcluster Unifying Systems in Catalysis (UniSysCat) ist ein interdisziplinärer Forschungsverbund, der von der Deutschen Forschungsgemeinschaft (DFG) im Rahmen der Exzellenzstrategie des Bundes und der Länder gefördert wird. Der Förderzeitraum läuft vom 1. Januar 2019 bis 31. Dezember 2025. Mehr als 300 Forschende aus dem Raum Berlin und Potsdam arbeiten in UniSysCat an aktuellen Fragestellungen der Katalyseforschung.
UniSysCat ist das Nachfolgeprojekt des Exzellenzclusters Unifying Concepts in Catalysis (UniCat), das von 2007 bis 2018 im Rahmen der Exzellenzinitiative des Bundes und der Länder gefördert wurde. UniCat wurde von der Deutschen Forschungsgemeinschaft mit jährlich bis zu 5,5 Millionen Euro aus der deutschen Exzellenzinitiative gefördert.

## Ziele
Die Katalyse ist eines der wichtigsten Forschungsgebiete in der Chemie. Das Ziel von UniSysCat ist es, gekoppelte katalytische Reaktionen zu verstehen und so die Katalyseforschung insbesondere im Hinblick auf Nachhaltigkeit voranzutreiben. Ein Ansatz, den UniSysCat hierbei verfolgt, ist von der Natur zu lernen. Biokatalysatoren, meist Enzyme, ermöglichen biochemische und physiologische Prozesse in Lebewesen. Die komplexen, gekoppelten Prozesse, die von Biokatalysatoren in der Natur angetrieben werden, wollen Forschende in UniSysCat verstehen, um mit den gewonnenen Erkenntnissen ähnliche katalytische Reaktionsnetzwerke im Labor nachzubauen. Diese katalytischen Reaktionsnetzwerke sollen kontrollierbar sein und gezielt eingesetzt werden, um nach den Prinzipien der „Grünen Chemie“ den Weg zu einer nachhaltigen Chemie nach dem Beispiel der Natur zu ebnen.

## Beteiligte Institutionen
- Technische Universität Berlin (Sprecheruniversität)
- Humboldt-Universität zu Berlin
- Freie Universität Berlin
- Universität Potsdam
- Charité – Universitätsmedizin Berlin
- Fritz-Haber-Institut der Max-Planck-Gesellschaft Berlin
- Max-Planck-Institut für Kolloid- und Grenzflächenforschung Potsdam
- Helmholtz-Zentrum Berlin
- Leibniz-Forschungsinstitut für Molekulare Pharmakologie Berlin

## Sprecher
- Juri Rappsilber
- Arne Thomas
- Maria Andrea Mroginski

## Forschung
Der interdisziplinäre Forschungsverbund UniSysCat besteht aus etwa 60 Forschungsgruppen mit Expertise in den experimentellen Methoden und theoretischen Ansätzen der Fachgebiete Molekular- und Strukturbiologie, Biochemie und Biophysik, chemische Synthese, physikalische und theoretische Chemie sowie der Physik. Die Forschungsstrategie von UniSysCat basiert auf dem vorangegangenen integrativen Ansatz des Exzellenzclusters UniCat (Unifying Concepts in Catalysis).
Einzelne katalytische Reaktionen sind bereits gut erforscht. In UniSysCat geht es darum, Reaktionsnetzwerke in der chemischen und biologischen Katalyse in Raum und Zeit zu entschlüsseln, damit diese dann kontrolliert und nachgebildet werden können. Welche Schlüsselparameter ermöglichen und steuern chemo- und biokatalytische Netzwerke? Wie können chemische und/oder biologische Prozesse gekoppelt werden, um katalytische Systeme mit neuen Funktionen zu schaffen? Das sind die zentralen Forschungsfragen von UniSysCat.
„Was wir machen ist so, als würden wir die Natur noch einmal neu erfinden“, sagt Clustersprecher Arne Thomas, Professor für Funktionsmaterialien an der Technischen Universität Berlin.

### Forschungseinheiten
In UniSysCat wird die große Bandbreite an Themen in fünf interdisziplinären Forschungsfeldern bearbeitet.
- Einheit A: Gekoppelte chemokatalytische Reaktionen
- Einheit B: Gekoppelte biokatalytische Reaktionen
- Einheit C: Kopplung von Chemo- und Biokatalyse
- Einheit D: Katalyse mit elektronisch aktivierten Molekülen
- Einheit E: Signal-gesteuerte Multikomponentenkatalyse

### Grüne Chemie
Ein Schlüsselthema in UniSysCat ist die Etablierung von Prozessen, die der „Grünen Chemie“ zuzuordnen sind. Die grüne Chemie hat zum Ziel, chemische Stoffe möglichst umweltverträglich zu produzieren. Ein wichtiger Ansatzpunkt hierbei ist die Verwendung von geeigneten Katalysatoren, um chemische Reaktionen zu beschleunigen und durch die so generierte Energieeinsparung nachhaltiger zu gestalten.
Der Begriff „grüne Chemie“ steht für Nachhaltigkeit. Das bedeutet: „Alles wird, vergeht, und ist Teil eines verlässlichen Ökosystems. Es fügt sich in ein großes Ganzes – ohne dass Abfallstoffe entstehen , die ökologisch bedenklich sind“, erklärt Co-Clustersprecher Prof. Matthias Drieß.
Ein weiterer Grundsatz grüner Chemie ist, Ressourcen zu schonen, indem Stoffe eingesetzt werden, die häufig vorkommen, erklärt Clustersprecher Prof. Arne Thomas.

## Clara Immerwahr Award
Der Clara Immerwahr Award, 2011 vom Exzellenzcluster UniCat ins Leben gerufen, ist eine Auszeichnung zur Förderung von herausragenden jungen Frauen in der Katalyseforschung. UniSysCat vergibt den Preis jährlich an eine junge Wissenschaftlerin aus dem In- oder Ausland in einer frühen Phase ihrer Karriere (Postdoc, Nachwuchswissenschaftlerin) für exzellente Leistungen in der Katalyseforschung. Der Preis ist mit einer finanziellen Förderung von 15.000 Euro für einen Forschungsaufenthalt in einer Forschungsgruppe von UniSysCat verbunden und soll eine enge Kooperation mit UniSysCat-Arbeitsgruppen aufbauen.
Der Clara Immerwahr Award ist Clara Immerwahr (1870–1915) gewidmet, die 1900 als erste Frau in Deutschland in physikalischer Chemie promovierte.

## Promotionsprogramm EC²/BIG-NSE
Ein strukturelles Ziel von UniSysCat ist die nachhaltige Förderung des wissenschaftlichen Nachwuchses. UniSysCat unterstützt das sogenannte „EC²/BIG-NSE“ Promotionsprogramm.
Der Begriff EC²/BIG-NSE setzt sich aus EC² (Einstein Center of Catalysis) und BIG-NSE (Berlin International Graduate School of Natural Sciences and Engineering) zusammen. BIG-NSE war ein internationales Promotionsprogramm, das am 29. Mai 2007 an der Technischen Universität Berlin gegründet wurde, und war Teil des Exzellenzclusters UniCat. Seit dem 1. Januar 2019 wird das Promotionsprogramm BIG-NSE durch das von der Einstein Stiftung Berlin geförderte „Einstein Center of Catalysis“ (EC²) finanziert. Es folgte die Umbenennung zu EC²/BIG-NSE. Die Mission dieses Promotionsprogramms ist es, die Grenzen der klassischen Disziplinen in der Katalyse zu überwinden. Ziel ist es, die weltweit begabtesten Studierenden und Nachwuchswissenschaftler zu rekrutieren und ihnen ein breites, strukturiertes Ausbildungsprogramm auf hohem Niveau anzubieten, um sie auf die hochrangige Forschung des Clusters vorzubereiten.

## Wissenstransfer
Die Katalyseforschung spielt auch in der Industrie, insbesondere auch für die nachhaltige Chemie, eine wichtige Rolle. Um die Forschungsergebnisse von UniSysCat auch in die industrielle Anwendung zu überführen, haben sich verschiedene Projekte etabliert.

### BasCat
Im Jahr 2011 gründeten der Exzellenzcluster UniCat und das Chemieunternehmen BASF SE das gemeinsame Labor BasCat an der Technischen Universität Berlin. BasCat widmet sich der Grundlagenforschung im Bereich der heterogenen Katalyse. Die Grundlagenforschung soll dann auch in die industrielle Anwendung überführt werden.

### Chemical Invention Factory
Die Chemical Invention Factory (CIF, John Warner Center for Start-Ups in Green Chemistry) ist ein an der Technische Universität Berlin initiiertes Projekt, das Nachwuchswissenschaftler zur Gründung eigener Start-Ups anregen soll. Die Chemical Invention Factory unterstützt Forschung in den Bereichen Grüne Chemie, Materialien und Nanotechnologie. In einem geplanten neuen Gebäude soll es hochmoderne Labore geben, in denen Nachwuchswissenschaftler begleitet von Mentoren an eigenen Ideen forschen können mit dem Ziel, ihre Ergebnisse in einem Start-Up bis zur Marktreife weiterzuentwickeln.

### INKULAB
Das INKULAB war ein Projekt zur Förderung junger Unternehmer in der Chemie. Das Projekt INKULAB wurde im April 2020 nach fünf Jahren erfolgreicher Arbeit beendet. Während dieser fünf Jahre hatten acht Nachwuchsteams die Möglichkeit, in den Labors zu arbeiten, während sie vom Center für Entrepreneurship der Technische Universität Berlin unterstützt wurden.